# Лихачёво (Могилёвская область)
Лихачёво (бел. Ліхачова) — деревня в составе Овсянковского сельсовета Горецкого района Могилёвской области Республики Беларусь.

## Население
- 1999 год — 28 человек
- 2010 год — 6 человек